# 今村品太郎

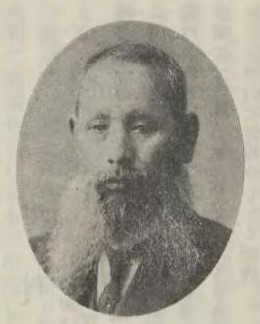
今村品太郎

今村 品太郎（明治2年（1869年） - 没年不明）は、日本の発明家。
山口県出身。京都高等蚕業講習所を卒業し、明治28年に養蚕業と製糸業を営み、明治32年から蚕業方面に精励して製造方法を習得した。その後、近江製糸株式会社に入り、京都蚕糸講習所助手、和歌山県蚕病予防吏員、兵庫県佐用郡技師、同郡養蚕講習所長を歴任した。

## 特許
- 特許第20196号 今村式乾燥装置
- 特許第21986号 今村式乾燥装置
- 特許第40791号 今村式乾燥機移乗装置
- 特許第42720号 乾燥機の非乾物配列装置